# Assurancia de Thetford
Die Assurancia de Thetford sind eine kanadische Eishockeymannschaft aus Thetford Mines, Québec. Das Team spielt seit 2004 in der Ligue Nord-Américaine de Hockey.

## Geschichte
Das Franchise wurde 1996 unter dem Namen Coyotes de Thetford Mines gegründet. Sie war eines der Gründungsmitglieder der Québec Semi-Pro Hockey League (ab 2004 aufgrund der zunehmenden Professionalisierung der Teilnehmer Ligue Nord-Américaine de Hockey). Von 2000 bis 2007 trug die Mannschaft den Namen Prolab, seither Isothermic de Thetford Mines. Insgesamt stand das Team sechs Mal im Playoff-Finale um die Coupe Canam (bis 2009 Coupe Futura). In den Jahren 2002, 2003, 2005, 2006 und 2009 unterlag man jedoch jedes Mal dem Gegner. Erst 2012 gelang es der Mannschaft zum ersten Mal, eine Finalserie für sich zu entscheiden. Nachdem man nach zwei Spielen gegen die Wild de Windsor mit 0:2 zurückgelegen hatte, drehte das Team die Serie mit vier Siegen in Folge und gewann damit zum ersten Mal die Meisterschaft.
2015 erfolgte die Umbenennung in Assurancia de Thetford.

## Team-Rekorde

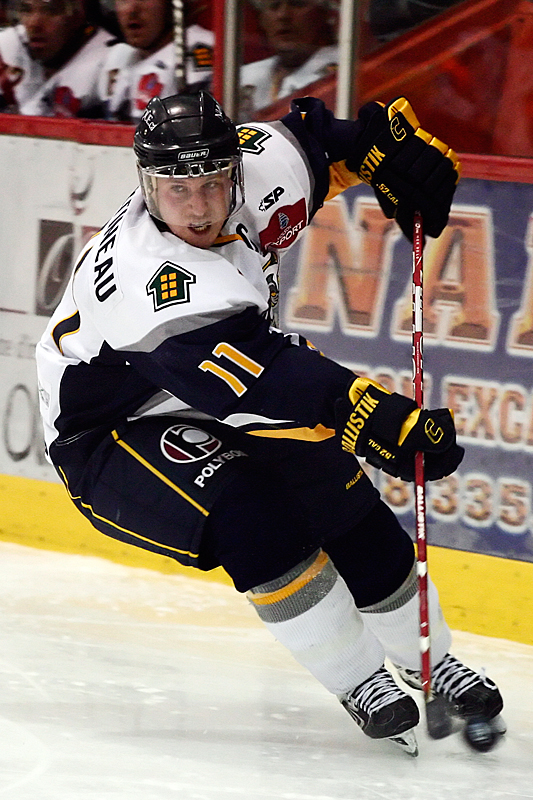
Mannschaftskapitän André Martineau hält diverse Franchise-Rekorde

### Karriererekorde
Spiele: 150  André Martineau
Tore: 66  David Masse
Assists: 105  André Martineau
Punkte: 165  André Martineau
Strafminuten: 700  Samuel Duplain

## Bekannte Spieler
- Mathieu Biron
- Link Gaetz
- David Gosselin
- Junior Lessard
- Michel Ouellet
- Michel Picard
- Yves Racine
- Patrice Tardif
- Donald Brashear